# Weymouthtall
Weymouthtall (Pinus strobus) är ett träd inom tallsläktet och familjen tallväxter. 
Arten finns naturligt i östra Nordamerika. I Sverige har den odlats här och där och på sina ställen har den etablerat självständiga bestånd. 
Den första vetenskapliga beskrivningen av arten publicerades året 1700. Trädet planterades i trädgårdar i England och odlingen i ägorna av Thomas Thynne, 1:e viscount Weymouth blev berömd vad som gav arten sitt namn.
Utbredningsområdet sträcker sig från Kanada till Guatemala. Weymouthtall växer i låglandet och i bergstrakter mellan 50 och 2200 meter över havet. Habitatet varierar mellan dimmiga skogar, bergsskogar i regioner med kalla och snörika vintrar och sällan av blandskogar. Beroende på utbredning varierar den årliga nederbördsmängen mellan 500 och 3000 mm.
Nybyggarna som flyttade till Nordamerika fällde flera exemplar av trädet. Senare inrättades skyddszoner. Den södra populationen hotas fortfarande av skogsröjningar. Hela beståndet bedöms som stabil. IUCN listar w som livskraftig (LV).

### Webbkällor

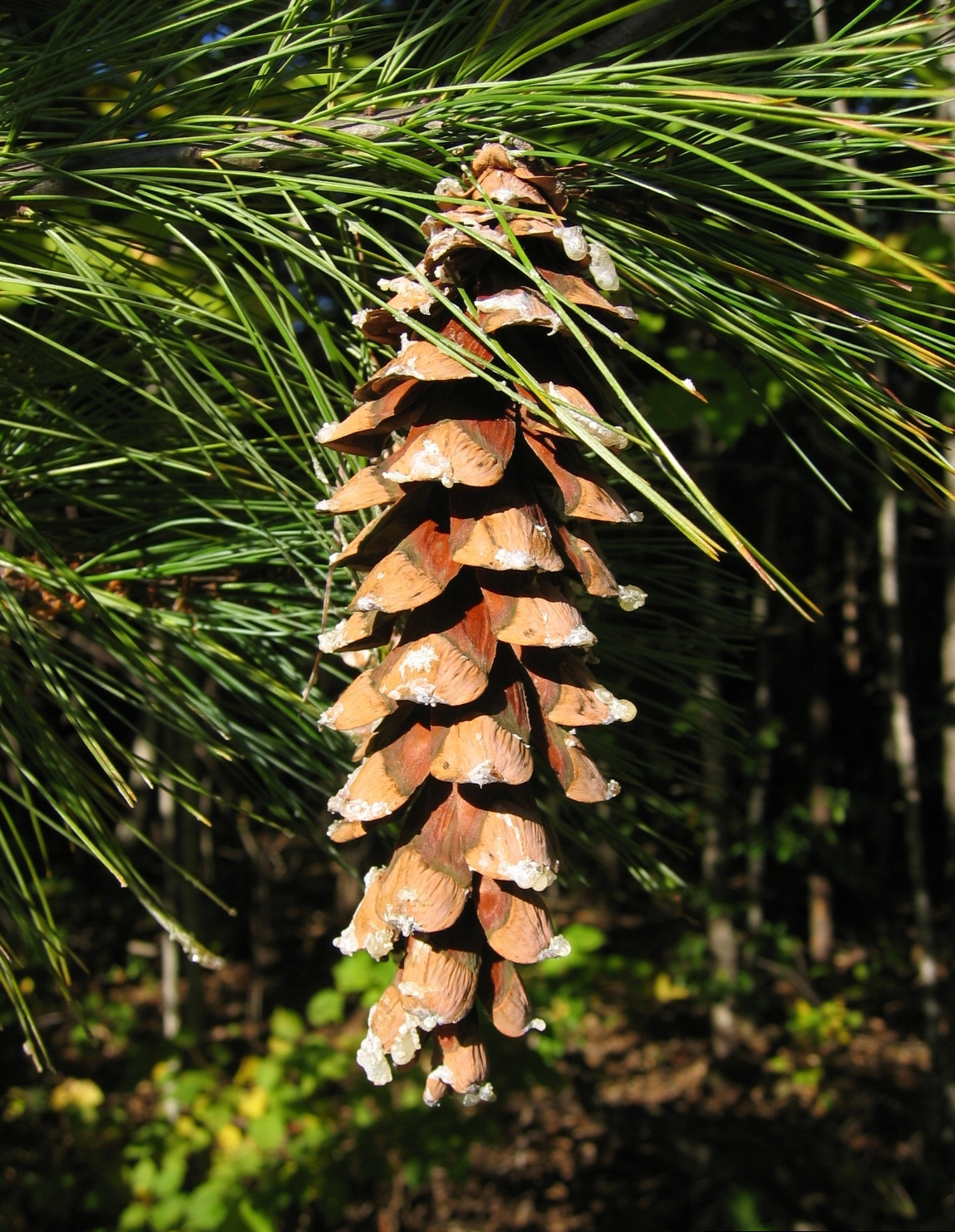
Kotte och barr

- ”Tall – Pinus strobus”. Den Virtuella Floran. Naturhistoriska riksmuseet. http://linnaeus.nrm.se/flora/barr/pina/pinus/pinustr.html.